# West Point, Prince Edward Island
West Point är en udde i Kanada.   Den ligger i provinsen Prince Edward Island, i den östra delen av landet, 900 km öster om huvudstaden Ottawa.
Terrängen inåt land är platt. Havet är nära West Point åt sydväst. Trakten är glest befolkad. Närmaste större samhälle är O'Leary, 15,9 km nordost om West Point.